# Platja dels Catalans
La Platja dels Catalans és una platja del barri marítim dels Catalans, que fa part del barri Lo Faròt, al 7è districte de Marsella.
La platja és tancada de nit. És accessible a 15 minuts a peu des del centre de Marsella o amb l'autobús 81, la platja també és apta per a bicicletes. L'aparcament a la platja és de pagament exclusiu, sense places gratuïtes a prop.

## Història
El nom de la platja té el seu origen al segle XVIII, arran de la devastadora pesta negra del 1720 que va reduir dràsticament la població de la ciutat. Per tal repoblar la zona, les autoritats van acollir pescadors catalans, coneguts pel seu esperit aventurer i eficàcia en la pesca. Aquests es van establir a la cala Saint Lambert, en un antic llatzeret, avui recordat per la Torre des Catalans. Allà van formar un petit barri aïllat del nucli urbà. Les tensions amb els pescadors locals eren constants, a causa de diferències en les tècniques de pesca i sospites de contraban, però les autoritats reconeixien el valor dels catalans per garantir una pesca abundant i assequible. Amb els anys, els catalans van mantenir la seva llengua i costums, tot i la poca integració amb la resta de la ciutat.
A mitjan segle XIX, el barri es va urbanitzar i posar de moda, arribant a acollir banys molt populars i fins i tot projectes d’hotels i casinos. Aquest auge va portar a l’expulsió progressiva de les famílies catalanes, víctimes de l’especulació urbanística. Avui en dia, la memòria d’aquella comunitat persisteix en la toponímia —com la platja, un carrer i la torre—, en la literatura (com a El comte de Montecristo (1844), on el protagonista s’enamora d’una catalana, Mercè Herrera, que viu al barri dels catalans), i en entitats locals com el club de futbol US Marseille Endoume Catalans.